# Johann Breidler
Johann Anton Breidler (* 12. September 1828 in Leoben; † 24. Juli 1913 in Graz) war ein österreichischer Botaniker und Architekt, der vor allem als Bryologe in Erscheinung getreten ist. Sein Namenskürzel lautet Breidl. Seine Forschungen und Entdeckungen trugen wesentlich zum Verständnis der alpinen und mitteleuropäischen Moosflora bei.

## Leben

### Frühes Leben, Ausbildung und berufliche Entwicklung

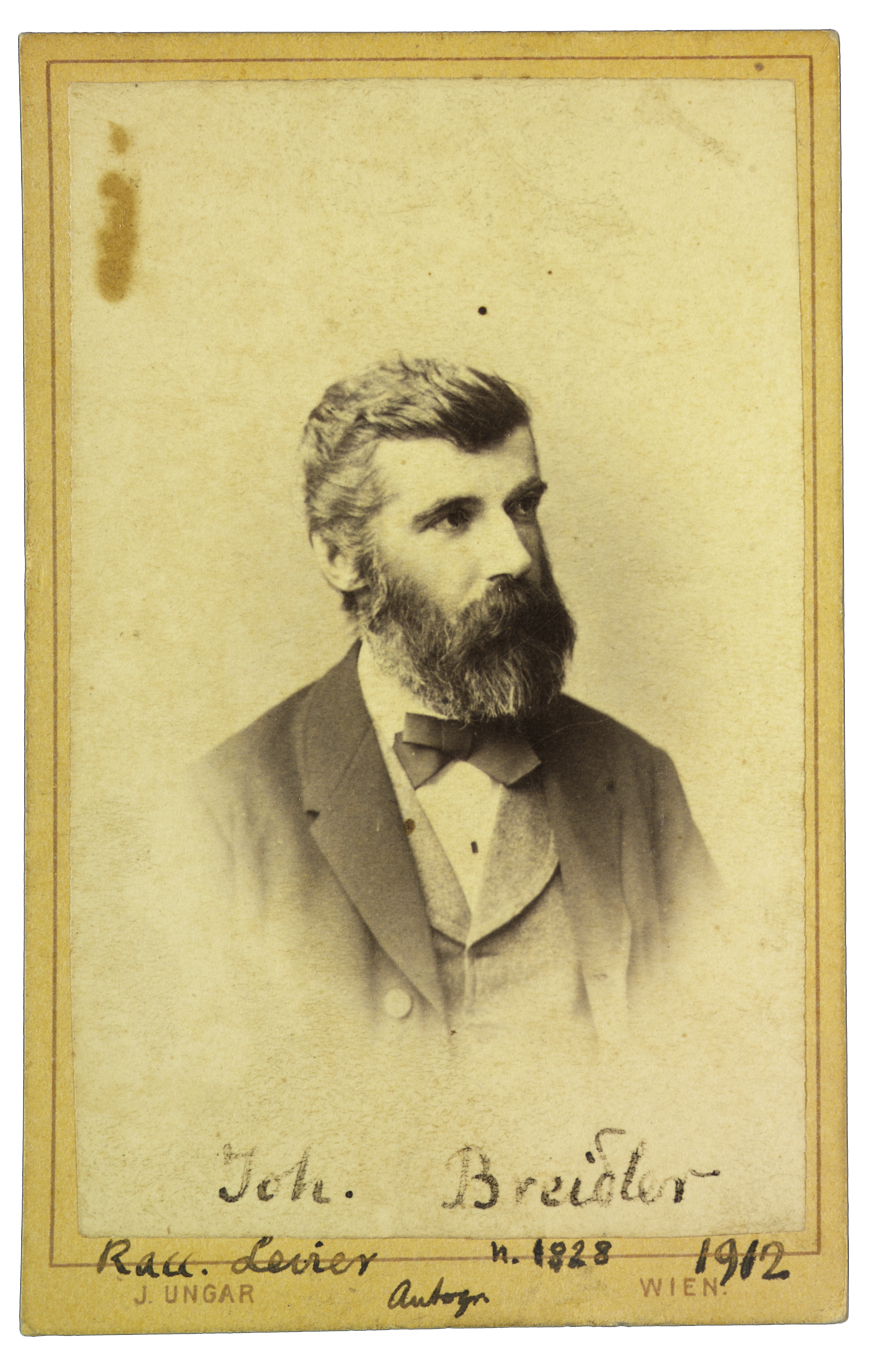
Johann Breidler in einem Porträt, geschaffen vom Wiener Fotografen Josef Ungar.

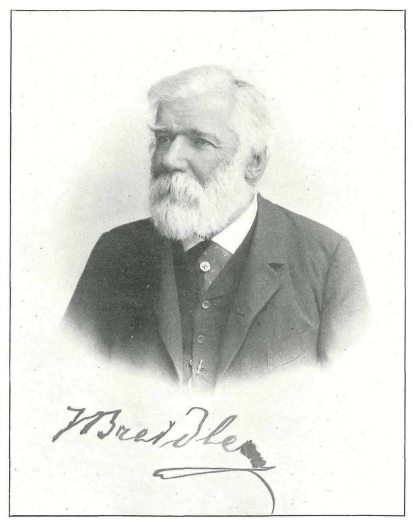
Johann Breidler in späteren Jahren

Johann Breidler wurde am 12. September 1828 als Sohn des Magistratsrats sowie Grund- und Realitätenbesitzers Johann Breidler (* um 1788; † 3. März 1857) und dessen Ehefrau Josefa (geborene Schilcher; * um 1801; † 17. Dezember 1854) in eine bürgerliche Leobener Familie geboren und auf den Namen Johann Anton getauft. Er hatte mindestens vier Geschwister. Die Familie lebte zum Zeitpunkt seiner Geburt im Eckhaus Nr. 38 am Leobener Hauptplatz (damals: Ecke Mittergasse/Unterer Platz; heute: Ecke Homanngasse 2/Hauptplatz 13). Zwei Jahre zuvor hatte der Vater durch einen Brand ein Wohn- und Wirtschaftsgebäude in der damals noch eigenständigen Gemeinde und Vorstadt Mühltal durch einen Brand verloren, jedoch aufgrund eines kurz zuvor abgeschlossenen Versicherungsvertrages bei der Ersten österreichischen Brandversicherungs-Gesellschaft in Wien schnell Schadensersatz erhalten. Der Vater, ein wohlhabender Bürger, besaß neben dem Eckhaus auch das angrenzende Gebäude. Beide Häuser zählten in Leoben zu den sogenannten berechtigten Anwesen und waren damit an der Erzgewinnung am Vordernberger Erzberg, am Hochofen der Stadt Leoben in Vordernberg sowie an den ausgedehnten Wäldern rund um die Mugel und weiteren Waldanteilen bei Trofaiach beteiligt. Kurze Zeit war der Vater auch im Besitz eines Eisenhammers in Murau, den er jedoch aus Ermangelung der Kenntnisse über dieses Gewerb, bald wieder verkaufte. In dieser Zeit verbrachte der junge Breidler einen Teil seiner Kindheit in Murau. 1834 bot der Vater das Geburtshaus im Zentrum von Leoben zusammen mit einem an der Stadtgrenze gelegenen Meierhof mit Forst- und Viehaufstriebsrecht im nahegelegenen Bürgerwald zum Verkauf an. Nachdem er das Stadthaus doch nicht verkauft hatte, starben die Eheleute Breidler dort 1854 bzw. 1857. Das Haus wurde von Breidler schließlich an den damaligen Bürgermeister Wilhelm Failhauer verkauft, der im selben Gebäudeblock am Hauptplatz noch drei weitere Gebäude kaufte und dort das „Hotel Post“ (heutige Adresse: Hauptplatz 15) erbauen ließ.
In seiner Geburtsstadt besuchte Breidler die Volksschule, danach eine Theresianische Hauptschule und nach deren Beendigung eine gewerbliche Fortbildungsschule, die damit verbunden war. 
Aufgrund seiner besonderen Begabung für das Zeichnen entschieden seine Eltern, ihn das Maurerhandwerk bei einem Meister aus ihrem näheren Bekanntenkreis erlernen zu lassen. Nach dem Erhalt des Lehrbriefes besuchte er im Anschluss die technische Schule am ständischen Joanneum in Graz, dem Vorläufer der späteren TU Graz. Dort war er von 1843 bis 1849 tätig, bestand alle Prüfungen mit vorzüglichem Erfolg und ließ sich noch 1848 in die Nationalgarde einteilen, die nach der Märzrevolution 1848 in jeder steirischen Stadt und jedem größeren steirischen Ort eingerichtet worden war. Danach studierte er vom 1. Oktober 1849 bis zum August 1852 sechs Semester lang Architektur und Ingenieurwesen an der Bauakademie Berlin und arbeitete anschließend beim in Wien ansässigen Architekten Ludwig von Förster. Als einer von Försters Assistenten war er unter anderem am Bau des Israelitischen Bethauses in der Wiener Vorstadt Leopoldstadt beteiligt. Zudem war er an einer Vielzahl weiterer Bauprojekte in Wien und Budapest beteiligt. Zusammen mit dem Sohn seines Dienstgebers unternahm er architektonische Studienreisen nach Italien, die ihn bis nach Rom führten. Dort musste er seine Reise jedoch bald abbrechen, da ihn als Österreicher die politischen Verhältnisse jener Zeit zwangen, das Land zu verlassen. Als Architekt verweilte er nicht lange, da es ihm nach dem Tod seiner Eltern durch eine Erbschaft ermöglicht wurde, sich vollständig ins Privatleben zurückzuziehen. Nach dem Tod Ludwig von Försters übernahm dessen Sohn die architektonischen Geschäfte, widmete sich jedoch mehr anderen Interessen und vernachlässigte die väterliche Kunst, was Breidler erheblich missfiel und ebenso dazu beitrug, dass er sich kurz darauf ins Privatleben zurückzog.

### Vollständige Ausrichtung auf die Botanik ab der 1860er Jahre
Bereits seit frühester Kindheit mit Alpenpflanzen vertraut, wandte er sich fortan gänzlich der Botanik zu. Bereits während seiner Kindheit und Jugend in Leoben hatte er auf den umliegenden aber auch weiter entfernten Bergen Alpenpflanzen gesammelt und zu einem reichhaltigen Herbarium zusammengetragen, das er später auch nach Wien mitnahm und durch häufige Ausflüge ins benachbarte Niederösterreich erweiterte. An der Universität Wien besuchte er vor allem Vorlesungen über Morphologie und Systematik der Kryptogamen bei Heinrich Wilhelm Reichardt. Dieser war zu dieser Zeit Privatdozent und Kustosadjunkt beim Botanischen Garten der Universität. Rund um diese Zeit trat er aufgrund seiner Unzufriedenheit mit der Dekadenz des Geschäfts von seiner Stelle beim jungen Förster zurück. Anschließend arbeitete er nur noch sporadisch für ihn, fertigte zu Hause architektonische Skizzen an, stellte aber auch diese Tätigkeit bald darauf ein. Breidler pflegte Kontakte zu den bedeutendsten Bryologen seiner Zeit sowie zum Wiener botanischen Kreis, darunter auch Anton Kerner von Marilaun, mit dem er seine Leidenschaft für Alpenpflanzen teilte. Enge Beziehungen unterhielt er insbesondere zum Straßburger Paläobotaniker Wilhelm Philipp Schimper und dem Breslauer Bryologen Karl Gustav Limpricht. Insbesondere durch Jakob Juratzka, den er Mitte der 1860er Jahre kennengelernt hatte, wuchs Breidlers Interesse an der Bryologie und er etablierte sich innerhalb kurzer Zeit als eine maßgebliche Autorität in der alpinen Bryoflora. Diese Stellung untermauerte er mit Arbeiten, die er in der Oesterreichischen Botanischen Zeitschrift veröffentlichte: Beitrag zur Moosflora des Kaukasus (Band 39, 1889) und Beitrag zur Moosflora der Bukowina und Siebenbürgens (Band 40, 1890). Ab 1891 veröffentlichte er über die Mittheilungen des Naturwissenschaftlichen Vereins für Steiermark, den Verlag des genannten Vereins, seine große Monografie über die steirischen Moose (Die Laubmoose Steiermarks, 1891 oder Die Lebermoose Steiermarks, 1894).
Zusammen mit dem bereits erwähnten Anton Kerner von Marilaun unternahm der gebürtige Leobener zahlreiche Expeditionen in den Tiroler Alpen, besuchte aber auch Salzburg und dehnte seine Forschungen immer mehr in den steirischen Raum aus. Dort bestieg er nahezu alle bedeutenden obersteirischen Gipfel und durchkämmte diese auf der Suche nach Moosen. In den Sommermonaten verbrachte er diese Zeit zumeist abwechselnd an verschiedenen Orten der Steiermark, beschränkte sich jedoch nicht nur darauf, sondern dehnte seine Suchen nach Moos auch auf die Nachbarländer Salzburg und Kärnten aus oder besuchte auch weiter entfernte Regionen wie Vorarlberg, Krain oder das Küstenland, wobei er auch dem Karstland Beachtung schenkte. Dadurch kam er nicht nur in Kontakt zu den angesehensten Bryologen Europas, sondern auch jenen aus Nordamerika. Dazu zählten neben den bereits erwähnten Wilhelm Philipp Schimper oder Karl Gustav Limpricht unter anderem Sextus Otto Lindberg, Nils Bryhn, Antonio Bottini, Adalbert Geheeb, Karl Johann August Müller, Gottlob Ludwig Rabenhorst, Carl Warnstorf oder Alexander William Evans. Nachdem er jahrzehntelang in Wien gelebt hatte, übersiedelte Breidler 1896 nach Graz. Am 4. Oktober 1898 heiratete der mittlerweile 70-Jährige die rund elf Jahre jüngere Private Maria Antonia Mayerl (* 2. Oktober 1837 in Laimgrube bei Wien; † 4. Dezember 1914 in Graz). Bereits in Wien hatte Breidler viele Jahre bei der Familie seiner späteren Ehefrau gelebt. Seine wissenschaftlichen Tätigkeiten wurden durch die tatkräftige Unterstützung seiner Ehefrau Maria ergänzt, die die Präparation des gesammelten Materials übernahm. Zusätzlich wirkte Breidler maßgeblich an dem Exsikkatenwerk von Gottlob Ludwig Rabenhorst mit und beteiligte sich an der von Kerner von Marilaun herausgegebenen Schedae ad Floram exsiccatam Austro-Hungaricam. Wie der Ausgabe der Carinthia II aus dem Jahr 1895 zu entnehmen ist, trug Breidler vier Moose zur damals aktuellen Veröffentlichung bei.
In späteren Jahren schenkte Breidler seine eigene Sammlung dem Universalmuseum Joanneum in Graz. Kurz zuvor hatte er der botanischen Abteilung des Joanneums geschenkweise eine Sammlung von Kryptogamen überlassen, darunter eine Serie der vom Naturhistorischen Museum ausgegebenen Kryptogamen sowie 617 Moose aus der C. Warnstorf’schen Kollektion Sphagnotheca Europaea und Europäische Torfmoose. Seine eigene Sammlung, die er in 50 Jahren, in denen er sich ausschließlich dem Studium Bryologie gewidmet hatte, zusammengetragen und dem Joanneum geschenkt hatte, beinhaltete von den europäischen Moosen zwischen 1600 und 1700 verschiedene Spezies von zusammen fast 50.000 Fundorten. Von außereuropäischen Moose, die Breidler größtenteils durch Tausch erworben hatte, waren mehrere Faszikel vorhanden. Das ganze Herbarium bestand aus 42 dicht gefüllten Faszikel von jeweils 48 Zentimetern Länge, 32 Zentimetern Breite und 30 Zentimetern Höhe. Breidlers Herbarium wurde als musterhaft bezeichnet, da er die Moose nicht nur ungemein gewissenhaft bestimmt hatte, sondern auch jedem Moos die genaue Fundortsangabe mit Höhenangabe beigefügt hatte. Seine Moossammlung mit etwa 80.000 Belegen zählt noch heute (Stand: 2025) zu einer der größten privaten Moossammlungen weltweit. Außerdem überließ er dem Joanneum mehrere Hunderte von Separatas der Arbeiten anderer Forscher. Sein Phanerogamenherbarium kam an die botanische Lehrkanzel der Deutschen Universität Prag und die in der Steiermark gesammelten Flechten kamen ins Naturhistorische Museum Wien. Zudem trug er zur ab 1864 begonnenen Errichtung eines Herbariums für die Sammlungen des Allgemeinen österreichischen Apothekervereins bei. Noch heute (Stand: 2025) befinden sich Belege seiner Funde in der botanischen Abteilung des Naturhistorischen Museums in Wien oder im Kärntner Landesherbar in Klagenfurt. Im Laufe seines langen Lebens gehörte er Breidler zahlreichen Vereinigungen an. Ab 1890/91 war korrespondierendes Mitglied des Naturwissenschaftlichen Vereins für Steiermark, dem er ab 1904 als Ehrenmitglied angehörte, sowie der Zoologisch-Botanischen Gesellschaft in Wien. Außerdem war er ein langjähriges Mitglied des Deutschen und Österreichischen Alpenvereins (DÖAV).

### Letzte Lebensjahre und Tod in Graz
Mitte der 1900er Jahre ließ die Sehkraft seiner Augen merklich nach, sodass sie ihre Funktion am Mikroskop nicht mehr erfüllen konnten. Auch das Gehen wurde zunehmend beschwerlicher. Zusätzlich litt er unter einer erhöhten Empfindlichkeit gegenüber katarrhalischen Erkrankungen, was ihn zu einer strengeren Schonung vor Erkältungen zwang. Am 24. Juli 1913 starb Breidler nach kurzem Leiden 84-jährig an Alters- und Herzschwäche im Sanatorium/Pflegeheim am Ruckerlberg (damals Bergstraße 1). In seinem Testament bedachte er abermals das Joanneum mit 15.000 Kronen, deren Fruchtgenuss bei Lebzeiten seiner Frau derselben zufiel. Seine Ehefrau überlebte ihn um etwa eineinhalb Jahre, verstarb im Dezember 1914 im Alter von 77 Jahren an Altersschwäche im selben Sanatorium/Pflegeheim und wurde an der Seite ihres Ehemanns im gemeinsamen Grab am Katholischen Friedhof St. Peter beerdigt. Mit dem Tod Maria Breidlers ging die volle Summe an das Joanneum. Das Geld war vornehmlich dafür vorgesehen, sicherzustellen, dass sein Herbarium dauerhaft auf dem hohen Stand erhalten bleibt, den es zu jener Zeit aufwies. Ebenfalls in seinem Testament vermachte er dem Naturwissenschaftlichen Verein für Steiermark weitere 10.000 Kronen, der Zoologisch-Botanischen Gesellschaft weitere 1.000 Kronen und auch der Deutsche Schulverein wurde mit einer hohen Spende bedacht.

## Werke (Auswahl)

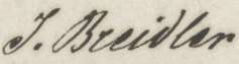
Signaturen…

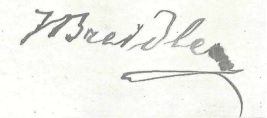
…Johann Breidlers

- Hypnum Bottinii n. sp. Nuov. Giorn. bot. ital.
- (mit J. B. Förster): Die Laubmoosflora von Österreich-Ungarn. Handschriftlicher Nachlaß Jakob Juratzkas. Verlag der Zoologisch-Botanischen Gesellschaft. Wien 1882.
- (mit Günther Beck von Mannagetta und Lerchenau): Trochobryum, novum genus Seligeriaceae. Verhandlung der Zoologisch-Botanischen Gesellschaft in Wien. Wien 1884.
- Bryuni Reyeri n. sp. Verhandlung der Zoologisch-Botanischen Gesellschaft in Wien. Wien 1887.
- Die Laubmoose. In: Günther Beck von Mannagetta und Lerchenau und Ignaz von Szyszylowicz, Plantae a Dr. Szyszylowicz in itinere per Cernagoram et in Albania adjacente 1886 lectae. Cracoviae 1888.
- Beitrag zur Moosflora des Kaukasus. In: Oesterreichische Botanische Zeitschrift, Band 39, 1889.
- Beitrag zur Moosflora der Bukowina und Siebenbürgens. In: Oesterreichische Botanische Zeitschrift, Band 40, 1890.
- Die Laubmoose Steiermarks und ihre Verbreitung. Verlag des Naturwissenschaftlichen Vereins für Steiermark. Graz 1891.
- Die Lebermoose Steiermarks. Verlag des Naturwissenschaftlichen Vereins für Steiermark. Graz 1894.